# Хэппи-энд (фильм, 1967)
«Хэппи-энд» (англ. Happy End, также известен как «Счастливый конец») — чехословацкий художественный фильм, криминальная чёрная комедия 1967 года, снятая режиссёром Олдржихом Липским. Особенность фильма состоит в том, что события в нём показаны в обратном хронологическом порядке.

## Сюжет
Фильм представляет собой историю жизни мясника Бедржиха Фридриха, с закадровым комментарием самого героя. При этом изображение представляет собой обратную и замедленную киносъёмку и начинается со сцены казни Фридриха на гильотине, однако сам герой описывает это как рождение. Далее показана подготовка к казни, пребывание в тюрьме и суд над Фридрихом, которые герой называет детством, обучением в лицее и подготовкой к самостоятельной жизни. Далее следует арест Фридриха полицией из-за того, что в его чемодане был обнаружен расчленённый труп женщины: в полицию его привёл охранник, заметивший на улице, что из огромного чемодана вытекает кровь. Фридрих говорит об этом как о том, что ему была свыше подарена женщина, ставшая его женой. Она была дана ему по частям, и дома он «собрал» её в единое целое — в действительности показано, что дома Фридрих расчленяет труп жены и складывает части тела в чемодан. 
Жену Юлию Фридрих убивает из-за того, что он пришёл домой и застал её с любовником, спрятавшимся в шкафу. Историю знакомства его жены с Птачеком Фридрих начинает с того, что Птачек неожиданно залетел к ним в окно — в действительности это Фридрих выбросил его из окна во время драки. Фридрих следил за Птачеком и видел, как тот вошёл в дом, когда сам Фридрих должен был находиться в отъезде. Ранее Птачек и Юлия вместе купались в реке, встречались в зоопарке, где Юлия гуляла с коляской, а до этого на скачках Птачек передал Юлии записку с назначением свидания. Также становится известно, что у Фридрихов есть дочь, при этом он описывает развитие событий, заканчивающееся её рождением, как утрату ребёнка. Напротив, у Фридриха внезапно «появляется» тесть, встающий из гроба: в действительности, отец Юлии умирает ещё до рождения у них дочери. 
Дальнейшее описывается Фридрихом как попытка избавиться от любовника жены и расстаться с ней самой. Становится ясно, что утопающего Птачека Фридрих спас во время отдыха с Юлией на море, что и стало началом знакомства и романа Юлии и Птачека. Сам же Фридрих изображает это событие как, наоборот, утопление Птачека в море. Далее рассказывается о бракосочетании Фридриха с Юлией и предшествовавших этому событиях, в том числе сопротивлении родителей невесты этому браку (из-за чего у матери Юлии случается удар, и она умирает), автомобильной аварии, в которую попадают Фридрих и Юлия, похищении Юлии из её дома Фридрихом. Затем становится известно, что Юлия несколько раз пыталась покончить с собой, но Фридрих её спасал (теперь же Фридрих описывает эти события как попытки избавиться от Юлии). До Юлии у Фридриха была связь с другой женщиной, Анежкой, и теперь он представляет дело так, что мечтает вернуться к ней. Фильм заканчивается на кульминационном моменте знакомства Фридриха с Юлией: он спасает её при пожаре из горящего дома, будучи добровольным пожарным. Представляет это событие Фридрих как окончательное избавление от Юлии путём помещения её в горящий дом, после чего Фридрих возвращается к своей Анежке. Последние кадры показывают Фридриха с Анежкой маленькими детьми, гуляющими в саду.

## В ролях
- Владимир Меншик — Бедржих Фридрих
- Ярослава Обермайерова — Юлия
- Йозеф Абргам — Птачек
- Богуш Загорский — тесть
- Стелла Зазворкова — тёща
- Ярослав Штерцл — полицейский
- Гелена Ружичкова — Анежка
- Йозеф Глиномаз — инспектор
- Мартин Ружек — прокурор
- Иржи Стеймар — судья

## Отзывы
Хотя «Хэппи-энд» является не единственным примером фильмов с реверсивным сюжетом, в таких фильмах, как «Помни», «Необратимость», «500 дней лета» и пр., реверсивность применяется лишь на уровне структуры эпизодов или сцен. Фильм Липского же представляет собой комедию «полного реверса». Особенностями фильма является, во-первых, проистекающая из обратного порядка абсурдность событий и диалогов, а во-вторых, фигура «нарратора с внутренней фокализацией», который воспринимает историю ровно наоборот: в прямой линейной последовательности. 
В изложении рассказчика события напоминают традиционную голливудскую историю, которая начинается с рождения и заканчивается тропом «Долго и Счастливо». В итоге «авторы добиваются удивительного эффекта — драматическая история становится скорее комической, а вместо трагического конца получается хэппи-энд».